# Phyllotis osgoodi
Phyllotis osgoodi е вид бозайник от семейство Хомякови (Cricetidae).

## Разпространение
Видът е разпространен в Чили.